# 50-й отдельный моторизованный понтонно-мостовой батальон Северо-Западного фронта
50-й отдельный моторизованный понтонно-мостовой батальон — воинское подразделение в вооружённых силах СССР во время Великой Отечественной войны.

## История
Переформирован из 4-го понтонно-мостового полка в конце июля 1941 года в районе Великих Лук
В составе действующей армии с 29 июля 1941 года по 12 ноября 1943 года. Действовал в интересах Северо-Западного фронта в течение 1941 - 1943 года, участвуя в Демянской оборонительной операции, Демянской наступательной операции 1942-го года, Демянской наступательной операции 1943-го года, боях под Старой Руссой летом 1943 года.
В конце августа 1943 года по всей видимости направлен на поддержание операций, проводимых в Брянской области и Смоленской области, судя по подчинению, обеспечивал переправы через Сож у Лоева
12 ноября 1943 года переименован в 138-й отдельный моторизованный понтонно-мостовой батальон.

## Подчинение
| Подчинение по месяцам | Подчинение по месяцам | Подчинение по месяцам                     | Подчинение по месяцам | Подчинение по месяцам |
| Дата                  | Фронт (округ)         | Армия                                     | Корпус (группа)       | Примечания            |
| --------------------- | --------------------- | ----------------------------------------- | --------------------- | --------------------- |
| 1 августа 1941 года   | Северо-Западный фронт | -                                         | -                     | -                     |
| 1 сентября 1941 года  | Северо-Западный фронт | -                                         | -                     | -                     |
| 1 октября 1941 года   | Северо-Западный фронт | Новгородская армейская оперативная группа | -                     | -                     |
| 1 ноября 1941 года    | Северо-Западный фронт | -                                         | -                     | -                     |
| 1 декабря 1941 года   | Северо-Западный фронт | -                                         | -                     | -                     |
| 1 января 1942 года    | Северо-Западный фронт | -                                         | -                     | -                     |
| 1 февраля 1942 года   | Северо-Западный фронт | -                                         | -                     | -                     |
| 1 марта 1942 года     | Северо-Западный фронт | -                                         | -                     | -                     |
| 1 апреля 1942 года    | Северо-Западный фронт | -                                         | -                     | -                     |
| 1 мая 1942 года       | Северо-Западный фронт | -                                         | -                     | -                     |
| 1 июня 1942 года      | Северо-Западный фронт | 27-я армия                                | -                     | -                     |
| 1 июля 1942 года      | Северо-Западный фронт | 27-я армия                                | -                     | -                     |
| 1 августа 1942 года   | Северо-Западный фронт | 27-я армия                                | -                     | -                     |
| 1 сентября 1942 года  | Северо-Западный фронт | 27-я армия                                | -                     | -                     |
| 1 октября 1942 года   | Северо-Западный фронт | 27-я армия                                | -                     | -                     |
| 1 ноября 1942 года    | Северо-Западный фронт | 27-я армия                                | -                     | -                     |
| 1 декабря 1942 года   | Северо-Западный фронт | 27-я армия                                | -                     | -                     |
| 1 января 1943 года    | Северо-Западный фронт | 27-я армия                                | -                     | -                     |
| 1 февраля 1943 года   | Северо-Западный фронт | 27-я армия                                | -                     | -                     |
| 1 марта 1943 года     | Северо-Западный фронт | -                                         | -                     | —                     |
| 1 апреля 1943 года    | Северо-Западный фронт | 27-я армия                                | -                     | -                     |
| 1 мая 1943 года       | Северо-Западный фронт | 34-я армия                                | -                     | -                     |
| 1 июня 1943 года      | Северо-Западный фронт | 34-я армия                                | -                     | -                     |
| 1 июля 1943 года      | Северо-Западный фронт | 34-я армия                                | -                     | -                     |
| 1 августа 1943 года   | Северо-Западный фронт | 34-я армия                                | -                     | -                     |
| 1 сентября 1943 года  | Брянский фронт        | -                                         | -                     | предположительно      |
| 1 октября 1943 года   | Западный фронт        | -                                         | -                     | предположительно      |
| 1 ноября 1943 года    | Белорусский фронт     | 48-я армия                                | -                     | предположительно      |

## Командиры
- |  | Информация о командирах этого воинского формирования с большой степенью вероятности является неполной. Вы можете помочь проекту, дополнив её и убрав после этого данный шаблон. (13 ноября 2010) |